# Village of Four Seasons
Village of Four Seasons és una població dels Estats Units a l'estat de Missouri. Segons el cens del 2000 tenia 1.493 habitants.

## Demografia
Segons el cens del 2000, Village of Four Seasons tenia 1.493 habitants, 641 habitatges, i 496 famílies. La densitat de població era de 129 habitants per km².
Dels 641 habitatges en un 23,2% hi vivien nens de menys de 18 anys, en un 68% hi vivien parelles casades, en un 7% dones solteres, i en un 22,6% no eren unitats familiars. En el 18,3% dels habitatges hi vivien persones soles el 5,1% de les quals corresponia a persones de 65 anys o més que vivien soles. El nombre mitjà de persones vivint en cada habitatge era de 2,33 i el nombre mitjà de persones que vivien en cada família era de 2,62.
Per edats la població es repartia de la següent manera: un 19,6% tenia menys de 18 anys, un 6,3% entre 18 i 24, un 20,9% entre 25 i 44, un 36% de 45 a 60 i un 17,3% 65 anys o més.
L'edat mediana era de 47 anys. Per cada 100 dones de 18 o més anys hi havia 96,2 homes.
La renda mediana per habitatge era de 59.063 $ i la renda mediana per família de 60.714 $. Els homes tenien una renda mediana de 42.250 $ mentre que les dones 25.417 $. La renda per capita de la població era de 36.593 $. Entorn del 8,7% de les famílies i el 10,7% de la població estaven per davall del llindar de pobresa.

## Poblacions més properes
El següent diagrama mostra les poblacions més properes.